# Bình Thạnh (quận)
Bình Thạnh là một quận nội thành cũ thuộc Thành phố Hồ Chí Minh, Việt Nam.
Tên gọi Bình Thạnh ngày nay dựa trên sự sáp nhập của 2 xã của quận Gò Vấp sau năm 1975 là xã Bình Hòa và xã Thạnh Mỹ Tây.
Quận có nhiều địa điểm nổi tiếng như tòa nhà Landmark 81, Lăng Ông (Bà Chiểu), Chợ Bà Chiểu, Bờ kè bán đảo Thanh Đa, Khu du lịch Bình Qưới (thuộc bán đảo Thanh Đa), Khu du lịch Văn Thánh, Bến xe Miền Đông, Thành cổ Gia Định.

## Địa lý
Quận Bình Thạnh nằm về phía bắc nội thành Thành phố Hồ Chí Minh, có vị trí địa lý:
- Phía đông giáp thành phố Thủ Đức với ranh giới là sông Sài Gòn
- Phía tây giáp quận Phú Nhuận và quận Gò Vấp
- Phía nam giáp Quận 1 với ranh giới là kênh Nhiêu Lộc – Thị Nghè
- Phía bắc giáp thành phố Thủ Đức (qua sông Sài Gòn) và Quận 12 (qua sông Vàm Thuật).

Quận có diện tích 20,78 km², dân số năm 2019 là 499.164 người, mật độ dân số đạt 24.021 người/km².
Ngoài sông Sài Gòn, trên địa bàn quận Bình Thạnh còn nhiều kênh rạch lớn nhỏ như: Thị Nghè, Cầu Bông, Văn Thánh, Thanh Đa, Hố Tàu, Thủ Tắc... đã tạo thành một hệ thống đường thủy đáp ứng lưu thông cho xuồng, ghe nhỏ đi sâu vào các khu vực, thông thương với các địa phương khác.

### Dân số
Dân số là 490.380 người (2017), gồm 21 dân tộc, đa số là người Kinh. Mật độ dân số đạt 22.370 người/km².

## Lịch sử
Địa bàn quận Bình Thạnh ngày nay, gần tương ứng với vùng đất của 5 thôn: Bình Hòa, Bình Lợi Trung, Thạnh Đa, Phú Mỹ và Bình Quới Tây, thuộc tổng Bình Trị, huyện Bình Dương, phủ Tân Bình, trấn Phiên An, được Trịnh Hoài Đức ghi nhận trong danh sách các xã thôn trong Gia Định thành thông chí.
Năm 1836, tổng Bình Trị được tách làm 3 tổng mới: Bình Trị Thượng, Bình Trị Trung và Bình Trị Hạ. Các thôn Bình Lợi Trung, Thạnh Đa, Phú Mỹ và Bình Quới Tây thuộc về tổng Bình Trị Thượng, còn thôn Bình Hòa thuộc về tổng Bình Trị Hạ, đều thuộc huyện Bình Dương, phủ Tân Bình, tỉnh Gia Định.

### Thời Pháp thuộc

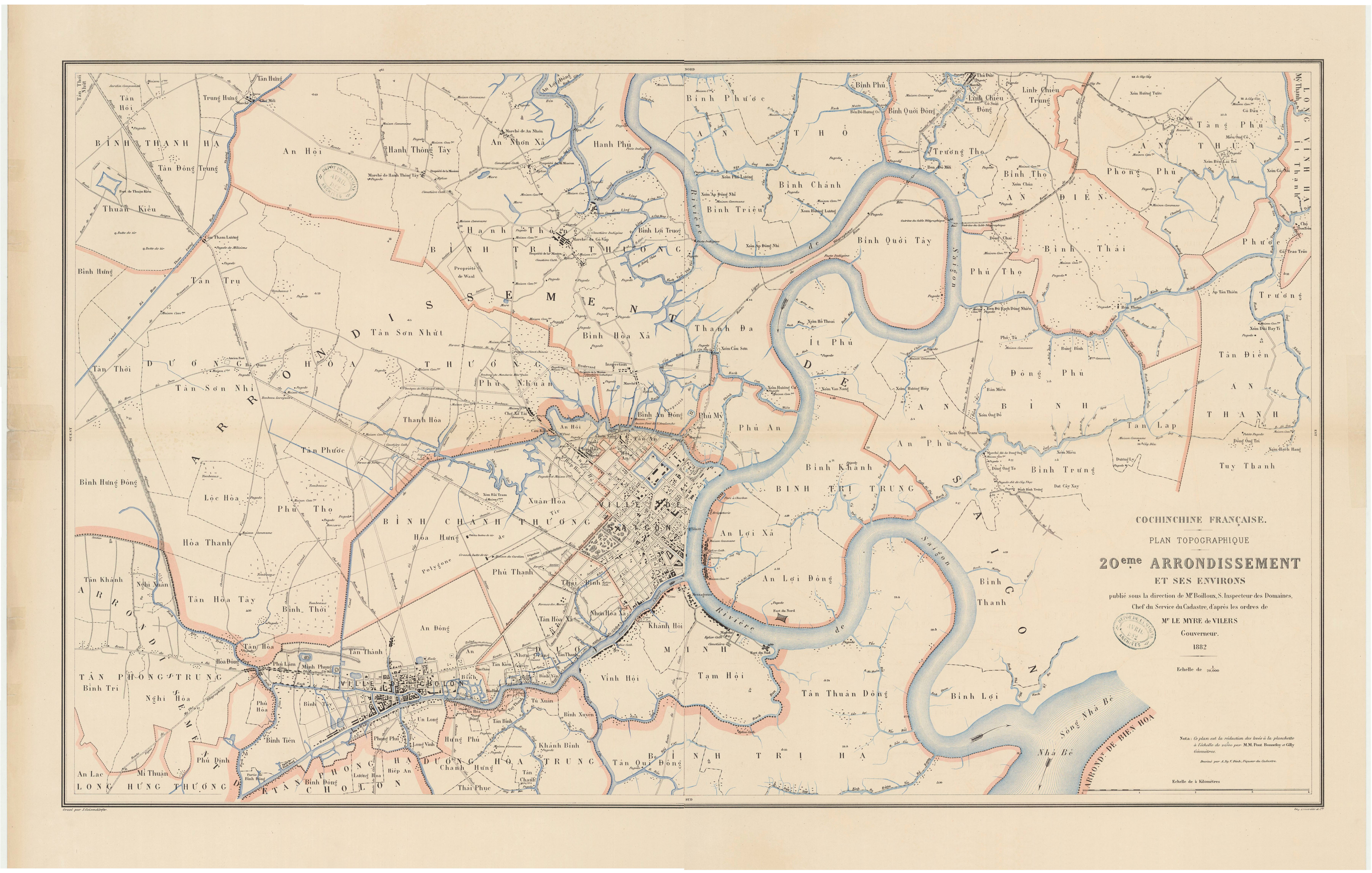
Bản đồ Hạt 20, một đơn vị hành chính do Thống đốc Nam Kỳ quyết định thành lập vào năm 1880. Địa bàn quận Bình Thạnh lúc bấy giờ thuộc các làng: Bình An Đông, Bình Hòa, Bình Lợi Trung, Bình Quới Tây, Thạnh Đa của tổng Bình Trị Thượng, và hai làng: Phú An, Phú Mỹ của tổng Bình Trị Trung.

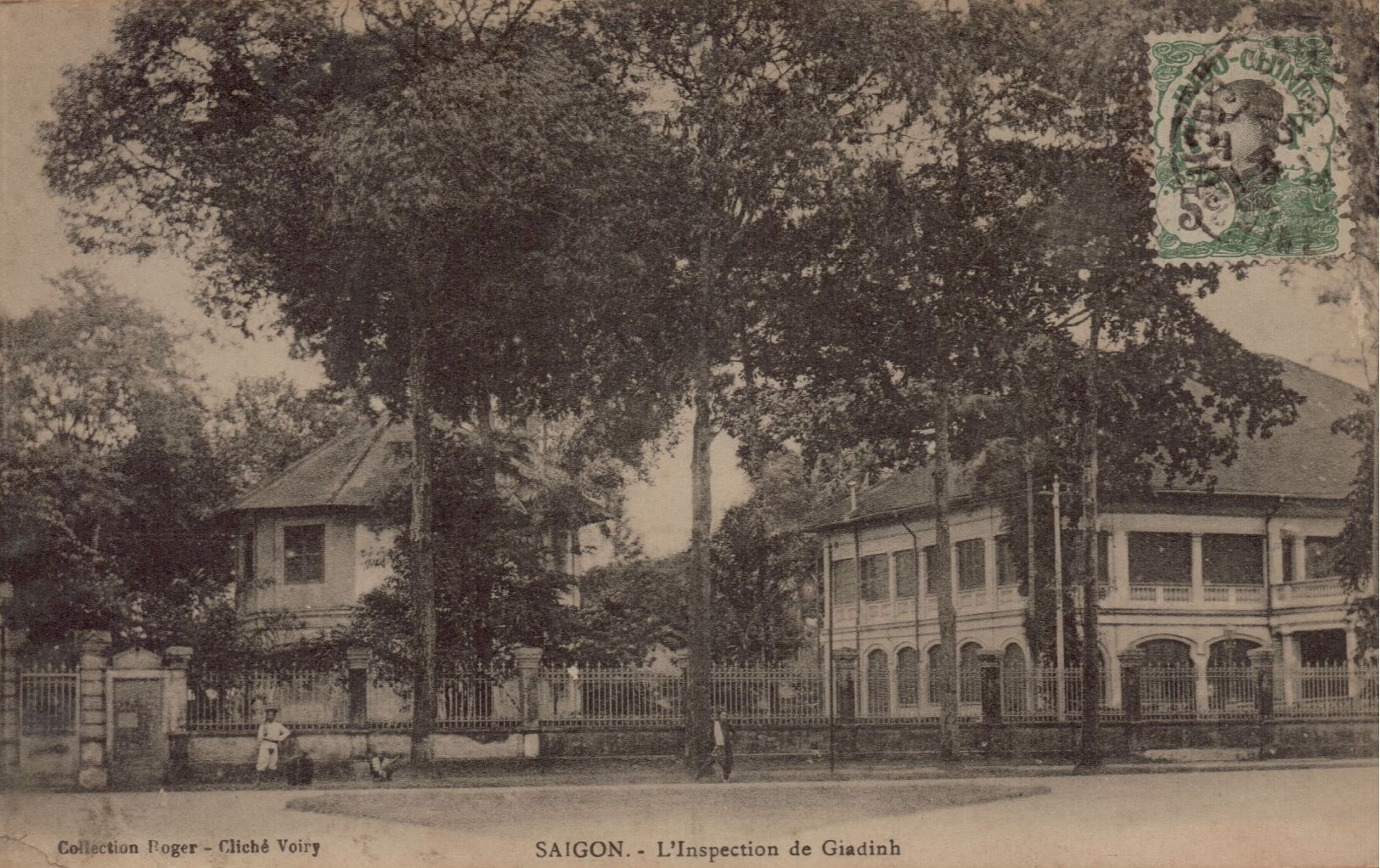
Tòa bố Gia Định xưa, nay là trụ sở Ủy ban Nhân dân quận Bình Thạnh

Với Hòa ước Nhâm Tuất (1862), triều đình Huế nhượng hẳn 3 tỉnh miền Đông Nam Kỳ cho Pháp làm thuộc địa. Chính quyền thực dân Pháp chia 3 tỉnh này thành 13 thành các hạt thanh tra (inspection), do các viên chức Pháp ngạch thanh tra các công việc bản xứ (inspecteur des affaires indigeânes) đứng đầu, nhưng tạm thời vẫn giữ cơ cấu phủ huyện cũ. Phần đất của quận Bình Thạnh ngày nay nằm trong hạt Sài Gòn, tương ứng với 5 xã thôn Bình Hòa, Bình Lợi Trung, Thạnh Đa, Phú Mỹ và Bình Quới Tây, thuộc tổng Bình Trị Thượng, huyện Bình Dương, phủ Tân Bình, địa hạt Sài Gòn.
Sau khi chiếm được toàn bộ Nam Kỳ, năm 1868, chính quyền thực dân Pháp bãi bỏ các đơn vị hành chính phủ, huyện, phân chia lại toàn bộ cõi Nam Kỳ. Các hạt thanh tra về sau cũng được đổi thành hạt tham biện (arrondissement), do các Chánh tham biện (administrateur) người Pháp đứng đầu. Tuy vậy, chính quyền thực dân Pháp vẫn giữ lại cơ cấu hành chính cấp thấp như tổng, thôn. Vùng đất Bình Thạnh ngày nay thuộc tổng Bình Trị Thượng, hạt Sài Gòn. Năm 1871, các thôn đổi thành làng. Năm 1874, Tổng thống Pháp Jules Grévy ký sắc lệnh thành lập thành phố Sài Gòn (ville saigon). Tòa tham biện hạt Sài Gòn chuyển từ trung tâm thành phố Sài Gòn đặt tại làng Bình Hòa, tại vị trí ngày nay là trụ sở Ủy ban Nhân dân quận Bình Thạnh.
Ngày 24 tháng 8 năm 1876, hạt Sài Gòn đổi tên thành hạt Bình Hòa. Tuy nhiên, do người Pháp dễ xảy ra sự nhầm lẫn giữa hạt Bình Hòa và hạt Biên Hòa, ngày 16 tháng 12 năm 1885, hạt Bình Hòa đổi tên thành hạt Gia Định theo quyết định của Thống đốc Nam Kỳ. Theo Nghị định ngày 20 tháng 12 năm 1899 của Toàn quyền Đông Dương đổi tất cả các hạt tham biện thành tỉnh thì từ ngày 1 tháng 1 năm 1900 hạt tham biện Gia Định trở thành tỉnh Gia Định. Tỉnh lỵ Gia Định vẫn đặt tại làng Bình Hòa.
Ngày 1 tháng 1 năm 1911, tỉnh Gia Định chia thành bốn quận: Thủ Đức, Nhà Bè, Gò Vấp và Hóc Môn. Vùng đất Bình Thạnh ngày nay thuộc về tổng Bình Trị Thượng, quận Gò Vấp, tương ứng với 2 làng Bình Hòa Xã (sáp nhập cả làng Bình Lợi Trung) và Thạnh Mỹ Tây (sáp nhập từ 3 làng Thạnh Đa, Phú Mỹ và Bình Quới Tây).
Ngày 11 tháng 5 năm 1944, Toàn quyền Đông Dương ký nghị định tách một số vùng (nằm kế cận Khu Sài Gòn - Chợ Lớn) của tỉnh Gia Định để lập tỉnh Tân Bình. Tỉnh Tân Bình khi đó có duy nhất một quận là quận Châu Thành (lập ngày 19 tháng 9 năm 1944). Làng Bình Hòa và làng Thạnh Mỹ Tây khi đó thuộc thuộc tổng Bình Trị Thượng, quận Châu Thành, tỉnh Tân Bình.
Tỉnh Tân Bình tồn tại đến tháng 8 năm 1945 thì giải thể. Làng Bình Hòa và làng Thạnh Mỹ Tây trở lại thuộc tổng Bình Trị Thượng, quận Gò Vấp, tỉnh Gia Định cho đến năm 1956. Cùng thời gian đó, theo phân chia hành chính của chính quyền Việt Minh, thì làng Thạnh Mỹ Tây gọi là Hộ 19 và làng Bình Hòa xã gọi là Hộ 20.

### Thời Việt Nam Cộng hòa
Sau năm 1956, các làng gọi là xã, trong đó có xã Bình Hòa và xã Thạnh Mỹ Tây. Xã Bình Hòa Xã tiếp tục giữ vai trò là tỉnh lỵ tỉnh Gia Định cho đến năm 1975. Tuy nhiên, quận lỵ Gò Vấp lại đặt tại xã Hạnh Thông.
Từ năm 1962 chính quyền Việt Nam Cộng hòa bỏ dần, đến năm 1965 bỏ hẳn cấp hành chính tổng. Khi đó, xã Bình Hòa và xã Thạnh Mỹ Tây trực tiếp thuộc quận Gò Vấp, tỉnh Gia Định. Xã Bình Hòa gồm 10 ấp đều mang địa danh "Bác Ái" và đánh số kèm theo, từ Bác Ái 1 đến Bác Ái 10. Tương tự, xã Thạnh Mỹ Tây gồm 10 ấp đều mang địa danh "Nhất Trí" và đánh số kèm theo, từ Nhất Trí 1 đến Nhất Trí 10.

### Từ năm 1975 đến nay
Sau khi Chính phủ Cách mạng lâm thời Cộng hòa Miền Nam Việt Nam tiếp quản Đô thành Sài Gòn và các vùng lân cận vào ngày 30 tháng 4 năm 1975, ngày 3 tháng 5 năm 1975 thành phố Sài Gòn - Gia Định được thành lập. Theo nghị quyết ngày 9 tháng 5 năm 1975 của Ban Chấp hành Đảng bộ Đảng Lao động Việt Nam thành phố Sài Gòn - Gia Định, xã Bình Hòa và xã Thạnh Mỹ Tây cũ được tách ra khỏi quận Gò Vấp để thành lập quận Bình Hòa và quận Thạnh Mỹ Tây cùng trực thuộc thành phố Sài Gòn - Gia Định. Đồng thời, quận Bình Hòa chuyển 10 ấp cũ thành 10 phường trực thuộc, từ Bác Ái 1 đến Bác Ái 10. Tương tự, quận Thạnh Mỹ Tây chuyển 10 ấp cũ thành 10 phường trực thuộc, từ Nhất Trí 1 đến Nhất Trí 10.
Ngày 20 tháng 5 năm 1976, tổ chức hành chánh thành phố Sài Gòn - Gia Định được sắp xếp lần hai (theo quyết định số 301/UB ngày 20 tháng 5 năm 1976 của Ủy ban Nhân dân Cách mạng thành phố Sài Gòn - Gia Định). Theo đó, sáp nhập quận Bình Hòa và quận Thạnh Mỹ Tây cũ để thành lập quận mới có tên là quận Bình Thạnh. Lúc này, các phường cũ đều giải thể, lập các phường mới có diện tích, dân số nhỏ hơn và mang tên số. Quận Bình Thạnh có 28 phường, đánh số từ 1 đến 28 (địa bàn quận Bình Hòa cũ có 14 phường từ 1-14, địa bàn quận Thạnh Mỹ Tây cũ có 14 phường từ 15-28).
Ngày 2 tháng 7 năm 1976, Quốc hội nước Cộng hòa Xã hội chủ nghĩa Việt Nam khoá VI, kỳ họp thứ 1 chính thức đổi tên thành phố Sài Gòn - Gia Định thành Thành phố Hồ Chí Minh. Quận Bình Thạnh trở thành quận trực thuộc Thành phố Hồ Chí Minh.
Ngày 26 tháng 8 năm 1982, theo Quyết định số 147-HĐBT của Hội đồng Bộ trưởng về việc giải thể 2 phường: 8 và 20, địa bàn các phường giải thể sáp nhập vào các phường kế cận. Đồng thời, điều chỉnh địa giới của 2 phường: 18 và 19 với số phường trực thuộc còn 26:
- Giải thể phường 8 để sáp nhập vào phường 12 và phường 14
- Giải thể phường 20 để sáp nhập vào phường 18
- Sáp nhập một phần phường 18 vào phường 19

Ngày 27 tháng 8 năm 1988, theo Quyết định số 136-HĐBT của Hội đồng Bộ trưởng về việc giải thể 6 phường: 4, 9, 10, 16, 18 và 23; địa bàn các phường giải thể nhập vào các phường kế cận với số lượng phường trực thuộc còn 20:
- Giải thể các phường 9, 10 và 18 để sáp nhập vào các phường khác:
  - Sáp nhập 15 tổ dân phố với 4.059 nhân khẩu của phường 9 và 15 tổ dân phố với 3.250 nhân khẩu của phường 10 vào phường 12; tách 12 tổ dân phố với 3.402 nhân khẩu của phường 12 để sáp nhập vào phường 14.
  - Tách 4 tổ dân phố với 945 nhân khẩu của phường 14 và 27 tổ dân phố với 8.442 nhân khẩu còn lại của phường 9 để sáp nhập vào phường 24.
  - Sáp nhập 22 tổ dân phố 5.372 nhân khẩu còn lại của phường 10 vào phường 11.
  - Tách 10 tổ dân phố với 3.895 nhân khẩu của phường 18 để sáp nhập vào phường 19.
  - Sáp nhập 34 tổ dân phố với 9.063 nhân khẩu còn lại của phường 18 vào phường 21.
- Sáp nhập phường 3 và phường 4 thành phường 3.
- Sáp nhập phường 15 và phường 23 thành phường 15.
- Sáp nhập phường 16 và phường 17 thành phường 17 gồm 3527 nhân khẩu.
- Tách 11 tổ dân phố với 2.741 nhân khẩu của phường 14 để sáp nhập vào phường 2.

Ngày 14 tháng 11 năm 2024, Ủy ban Thường vụ Quốc hội ban hành Nghị quyết số 1278/NQ-UBTVQH15 (nghị quyết có hiệu lực từ ngày 1 tháng 1 năm 2025). Theo đó, sáp nhập Phường 3 vào Phường 1; sáp nhập Phường 6 vào Phường 5 và Phường 7; sáp nhập Phường 15 vào Phường 2; sáp nhập Phường 21 vào Phường 19 và sáp nhập Phường 24 vào Phường 14.
Ngày 16 tháng 6 năm 2025, Ủy ban Thường vụ Quốc hội ban hành Nghị quyết số 1685/NQ-UBTVQH15 (áp dụng từ ngày 30 tháng 6 năm 2025). Theo đó, giải thể quận Bình Thạnh và sắp xếp lại các phường thành 5 phường mới (phường Gia Định, phường Bình Thạnh, phường Bình Lợi Trung, phường Thạnh Mỹ Tây và phường Bình Quới) cụ thể như sau:
- Phường Gia Định gồm các phường: 01, 02, 07 và 17 (diện tích: 2,76 km²) trụ sở phường được đặt tại trụ sở của phường 01.
- Phường Bình Thạnh gồm các phường: 12, 14 và 26 (diện tích: 3,32 km²) trụ sở phường được đặt tại trụ sở của quận Bình Thạnh.
- Phường Bình Lợi Trung gồm các phường: 05, 11 và 13 (diện tích: 3,89 km²) trụ sở phường được đặt tại trụ sở của phường 13.
- Phường Thạnh Mỹ Tây gồm các phường: 19, 22 và 25 (diện tích: 4,4 km²) trụ sở phường được đặt tại trụ sở của phường 22.
- Phường Bình Quới gồm các phường: 27 và 28 (diện tích: 6,34 km²) trụ sở phường được đặt tại trụ sở của phường 27.

## Hành chính
|   | Phường (15) |      |
| 1 | Phường 1    | 0,73 |
| 2 | Phường 2    | 0,84 |
| 3 | Phường 5    | 0,52 |
| 4 | Phường 7    | 0,55 |
| 5 | Phường 11   | 0,79 |
| 6 | Phường 12   | 1,11 |
| 7 | Phường 13   | 2,58 |

| Stt | Tên           | Diện tích (km²) |
| --- | ------------- | --------------- |
| 8   | Phường 14 (c) | 0,89            |
| 9   | Phường 17     | 0,64            |
| 10  | Phường 19     | 0,79            |
| 11  | Phường 22     | 1,77            |
| 12  | Phường 25     | 1,84            |
| 13  | Phường 26     | 1,32            |
| 14  | Phường 27     | 0,85            |
| 15  | Phường 28     | 5,49            |

Phường 14 là nơi đặt trụ sở Ủy ban nhân dân và các cơ quan hành chính của quận.

## Kinh tế
Từ thuở khai hoang lập ấp cho đến khi nhà Nguyễn trực tiếp cai quản, nông nghiệp lúa nước là ngành kinh tế chủ yếu của cư dân Bình Hoà - Thạnh Mỹ Tây, bên cạnh chăn nuôi và đánh cá.
Dưới thời Pháp thuộc, nông nghiệp vẫn là ngành kinh tế chủ đạo. Tuy nhiên, do ở vị trí địa lý thuận lợi có nhiều đường giao thông thủy bộ quan trọng lại ở trung tâm tỉnh lỵ Gia Định nên thủ công nghiệp, thương nghiệp lại có điều kiện phát triển và mở mang, đã xuất hiện một số cơ sở công nghiệp nhỏ.
Trong thập niên 1960, kinh tế Bình Hoà–Thạnh Mỹ Tây chưa có sự thay đổi. Đến thập niên 1970, các nhà tư bản trong và ngoài nước đã có đầu tư, nhất là lĩnh vực công nghiệp. Vì thế, trong 5 năm trước sự kiện 30 tháng 4 năm 1975, sản xuất công nghiệp tăng lên đáng kể. Nông nghiệp tụt hậu do đất đai bị thu hẹp để xây dựng nhà cửa và thương nghiệp phát triển tăng vọt nhằm phục vụ cho một số lượng đông dân cư do quá trình đô thị hoá và quân sự hoá cưỡng chế.
Sau sự kiện 30 tháng 4 năm 1975, trong quá trình khôi phục, cải tạo và xây dựng kinh tế theo định hướng xã hội chủ nghĩa, cơ cấu kinh tế Bình Thạnh có sự chuyển dịch. Kinh tế nông nghiệp đã lùi về vị trí thứ yếu và hiện nay chiếm một tỷ trọng rất nhỏ. Công nghiệp - tiểu thủ công nghiệp, thương nghiệp - dịch vụ - du lịch trở thành ngành kinh tế chủ yếu, thúc đẩy quá trình đô thị hoá nhanh chóng, làm thay đổi diện mạo kinh tế - văn hóa xã hội của quận.
Hiện nay trên địa bàn quận Bình Thạnh đã hình thành một số khu đô thị mới như khu đô thị Đại Phúc River View, khu đô thị Bình Thạnh City Garden, khu đô thị Vinhomes Central Park,...
Cao ốc Landmark 81 cao nhất Thành phố và Việt Nam nằm trong khu đô thị Vinhomes Central Park, quận Bình Thạnh.

## Giáo dục

### Các cơ sở giáo dục đại học
| Tên trường                                                  | Địa chỉ                          | Ghi chú      |
| ----------------------------------------------------------- | -------------------------------- | ------------ |
| Phân hiệu Trường Đại học Thủy lợi tại Thành phố Hồ Chí Minh | 2 Trường Sa, Phường 17           | Cơ sở 2      |
| Trường Đại học Công nghệ Thành phố Hồ Chí Minh              | 475A Điện Biên Phủ, Phường 25    | Cơ sở 1      |
| Trường Đại học Công nghệ Thành phố Hồ Chí Minh              | 31/36 Ung Văn Khiêm, Phường 25   | Cơ sở 2      |
| Trường Đại học Giao thông vận tải Thành phố Hồ Chí Minh     | 2 Võ Oanh, Phường 25             | Trụ sở chính |
| Trường Đại học Kinh tế – Tài chính Thành phố Hồ Chí Minh    | 141–145 Điện Biên Phủ, Phường 15 | Cơ sở 1      |
| Trường Đại học Kinh tế – Tài chính Thành phố Hồ Chí Minh    | 276–282 Điện Biên Phủ, Phường 17 | Cơ sở 2      |
| Trường Đại học Mỹ thuật Thành phố Hồ Chí Minh               | 5 Phan Đăng Lưu, Phường 1        | Trụ sở chính |
| Trường Đại học Ngoại thương                                 | Số 15 đường D5, Phường 25        | Cơ sở 2      |
| Trường Đại học Quốc tế Hồng Bàng                            | 215 Điện Biên Phủ, Phường 2      | Cơ sở 1      |
| Trường Đại học Quốc tế Hồng Bàng                            | 36/70 Nguyễn Gia Trí, Phường 25  | Cơ sở 2      |
| Trường Đại học Tôn Đức Thắng                                | 98 Nguyễn Tất Tố, Phường 19      | Cơ sở 3      |
| Trường Đại học Văn Lang                                     | 233A Phan Văn Trị, Phường 11     | Cơ sở 2      |

### Các trường cao đẳng
| Tên trường                                                 | Địa chỉ                                               | Website              | Ghi chú |
| ---------------------------------------------------------- | ----------------------------------------------------- | -------------------- | ------- |
| Trường Cao đẳng Văn hóa - Nghệ thuật và Du lịch Sài Gòn    | 94/11 Võ Oanh Phường 25                               |                      | Cơ sở 1 |
| Trường Cao đẳng Kiến trúc - Xây dựng Thành phố Hồ Chí Minh | 337 Nơ Trang Long, Phường 13, Bình Thạnh, Hồ Chí Minh | https://ktxd.edu.vn/ | Cơ sở 1 |

### Các trường THPT
| Tên trường                                      | Địa chỉ                          |
| ----------------------------------------------- | -------------------------------- |
| Công lập                                        |                                  |
| Trung tâm Giáo dục thường xuyên quận Bình Thạnh | 19 Tầm Vu, Phường 26             |
| Trường THPT chuyên Gia Định                     | 44 Võ Oanh, Phường 25            |
| Trường THPT Hoàng Hoa Thám                      | 06 Hoàng Hoa Thám, Phường 07     |
| Trường THPT Phan Đăng Lưu                       | 27 Nguyễn Văn Đậu, Phường 05     |
| Trường THPT Thanh Đa                            | 186 Nguyễn Xí, Phường 26         |
| Trường THPT Trần Văn Giàu                       | 203/40 Đặng Thùy Trâm, Phường 13 |
| Trường THPT Võ Thị Sáu                          | 95 Đinh Tiên Hoàng, Phường 03    |
| Tư thục (Dân lập)                               |                                  |
| Trường THPT Đông Đô                             | 53 Nguyễn Hữu Cảnh, Phường 22    |
| Trường THPT Sài Gòn                             | 217/1 Nơ Trang Long, Phường 12   |

### Các trường THCS
| 1  | Trường THCS Lê Văn Tám       | số 107F đường Chu Văn An, phường 26, quận Bình Thạnh, thành phố Hồ Chí Minh          | https://thcslevantam.hcm.edu.vn/        |
| 2  | Trường THCS Thanh Đa         | số 01/40 đường Thanh Đa, phường 27, quận Bình Thạnh, thành phố Hồ Chí Minh           | https://thcsthanhda.hcm.edu.vn/         |
| 3  | Trường THCS Lam Sơn          | số 29 đường Xô Viết Nghệ Tĩnh, phường 17, quận Bình Thạnh, thành phố Hồ Chí Minh     | https://thcslamsonbinhthanh.hcm.edu.vn/ |
| 4  | Trường THCS Điện Biên        | số 195/29 đường Xô Viết Nghệ Tĩnh, phường 17, quận Bình Thạnh, thành phố Hồ Chí Minh | https://thcsdienbien.hcm.edu.vn/        |
| 5  | Trường THCS Hà Huy Tập       | số 07 đường Phan Đăng Lưu, phường 01, quận Bình Thạnh, thành phố Hồ Chí Minh         | https://thcshahuytap.hcm.edu.vn/        |
| 6  | Trường THCS Nguyễn Văn Bé    | số 206 đường Nguyễn Văn Đậu, phường 11, quận Bình Thạnh, thành phố Hồ Chí Minh       | https://thcsnguyenvanbe.hcm.edu.vn/     |
| 7  | Trường THCS Bình Lợi Trung   | số 179 đường Đặng Thùy Trâm, phường 13, quận Bình Thạnh, thành phố Hồ Chí Minh       | https://thcsbinhloitrung.hcm.edu.vn/    |
| 8  | Trường THCS Phú Mỹ           | số 120B đường Ngô Tất Tố, phường 19, quận Bình Thạnh, thành phố Hồ Chí Minh          | https://thcsphumy.hcm.edu.vn/           |
| 9  | Trường THCS Cửu Long         | số 02 đường Võ Duy Ninh, phường 22, quận Bình Thạnh, thành phố Hồ Chí Minh           | https://thcscuulong.hcm.edu.vn/         |
| 10 | Trường THCS Rạng Đông        | số 04 đường Phan Chu Trinh, phường 12, quận Bình Thạnh, thành phố Hồ Chí Minh        | https://thcsrangdong.hcm.edu.vn/        |
| 11 | Trường THCS Đống Đa          | số 46 đường Võ Oanh, phường 25, quận Bình Thạnh, thành phố Hồ Chí Minh               | https://thcsdongda.hcm.edu.vn/          |
| 12 | Trường THCS Yên Thế          | số 399 đường Lê Quang Định, phường 05, quận Bình Thạnh, thành phố Hồ Chí Minh        | https://thcsbcyenthe.hcm.edu.vn/        |
| 13 | Trường THCS Bình Quới Tây    | số 376A đường Bình Quới, phường 28, quận Bình Thạnh, thành phố Hồ Chí Minh           | https://thcsbinhquoitay.hcm.edu.vn/     |
| 14 | Trường THCS Cù Chính Lan     | số 49 đường Thanh Đa, phường 27, quận Bình Thạnh, thành phố Hồ Chí Minh              | https://thcsbccuchinhlan.hcm.edu.vn/    |
| 15 | Trường THCS Trương Công Định | số 131 đường Lê Văn Duyệt, phường 01, quận Bình Thạnh, thành phố Hồ Chí Minh         | https://thcstruongcongdinh.hcm.edu.vn/  |

### Các trường TH
| STT                          | Tên đơn vị                   | Mã đơn vị               | Tên miền                                   |
| ---------------------------- | ---------------------------- | ----------------------- | ------------------------------------------ |
| Công lập                     |                              |                         |                                            |
| 1                            | Tiểu Học Lam Sơn             | thlamsonbinhthanh       | https://thlamsonbinhthanh.hcm.edu.vn       |
| 2                            | Tiểu Học Tô Vĩnh Diện        | thtovinhdien            | https://thtovinhdien.hcm.edu.vn            |
| 3                            | Tiểu Học Nguyễn Đình Chiểu   | thnguyendinhchieu       | https://thnguyendinhchieu.hcm.edu.vn       |
| 4                            | Tiểu Học Yên Thế             | thyenthebinhthanh       | https://thyenthebinhthanh.hcm.edu.vn       |
| 5                            | Tiểu Học Thạnh Mỹ Tây        | ththanhmytay            | https://ththanhmytay.hcm.edu.vn            |
| 6                            | Tiểu Học Chu Văn An          | thchuvanan              | https://thchuvanan.hcm.edu.vn              |
| 7                            | Tiểu Học Bình Hoà            | thbinhhoa               | https://thbinhhoa.hcm.edu.vn               |
| 8                            | Tiểu Học Bình Quới Tây       | thbinhquoitay1          | https://thbinhquoitay1.hcm.edu.vn          |
| 9                            | Tiểu Học Hồng Hà             | thhongha                | https://thhongha.hcm.edu.vn                |
| 10                           | Tiểu Học Bế Văn Đàn          | thbevandan              | https://thbevandan.hcm.edu.vn              |
| 11                           | Tiểu Học Lê Đình Chinh       | thledinhchinhbinhthanh  | https://thledinhchinhbinhthanh.hcm.edu.vn  |
| 12                           | Tiểu Học Hà Huy Tập          | thhahuytap              | https://thhahuytap.hcm.edu.vn              |
| 13                           | Tiểu Học Bình Lợi Trung      | thbinhloitrung          | https://thbinhloitrung.hcm.edu.vn          |
| 14                           | Tiểu Học Phan Văn Trị        | thphanvantribinhthanh   | https://thphanvantribinhthanh.hcm.edu.vn   |
| 15                           | Tiểu Học Bạch Đằng           | thbachdangbinhthanh     | https://thbachdangbinhthanh.hcm.edu.vn     |
| 16                           | Tiểu học Đống Đa             | thdongdabinhthanh       | https://thdongdabinhthanh.hcm.edu.vn       |
| 17                           | Tiểu Học Cửu Long            | thcuulong               | https://thcuulong.hcm.edu.vn               |
| 18                           | Tiểu Học Trần Quang Vinh     | thtranquangvinh         | https://thtranquangvinh.hcm.edu.vn         |
| 19                           | Tiểu Học Nguyễn Bá Ngọc      | thnguyenbangocbinhthanh | https://thnguyenbangocbinhthanh.hcm.edu.vn |
| 20                           | Tiểu Học Thanh Đa            | ththanhda               | https://ththanhda.hcm.edu.vn               |
| 21                           | Tiểu Học Nguyễn Trọng Tuyển  | thnguyentrongtuyen      | https://thnguyentrongtuyen.hcm.edu.vn      |
| 22                           | Tiểu Học Tầm Vu              | thtamvu                 | https://thtamvu.hcm.edu.vn                 |
| 23                           | Tiểu Học Phù Đổng            | thphudongbinhthanh      | https://thphudongbinhthanh.hcm.edu.vn      |
| Tư thục (Dân lập) và Quốc tế |                              |                         |                                            |
| 24                           | Tiểu Học Việt Mỹ             | thvietmybinhthanh       | https://thvietmybinhthanh.hcm.edu.vn       |
| 25                           | Tiểu Học Ngôi Nhà Thông Thái | thngoinhathongthai      | https://thngoinhathongthai.hcm.edu.vn      |
| 26                           | Tiểu Học Dãy Núi Xanh        | thdaynuixanh            | https://thdaynuixanh.hcm.edu.vn            |
| 27                           | Tiểu Học Việt Úc             | thvietuc                | http://vas.edu.vn                          |

## Văn hóa

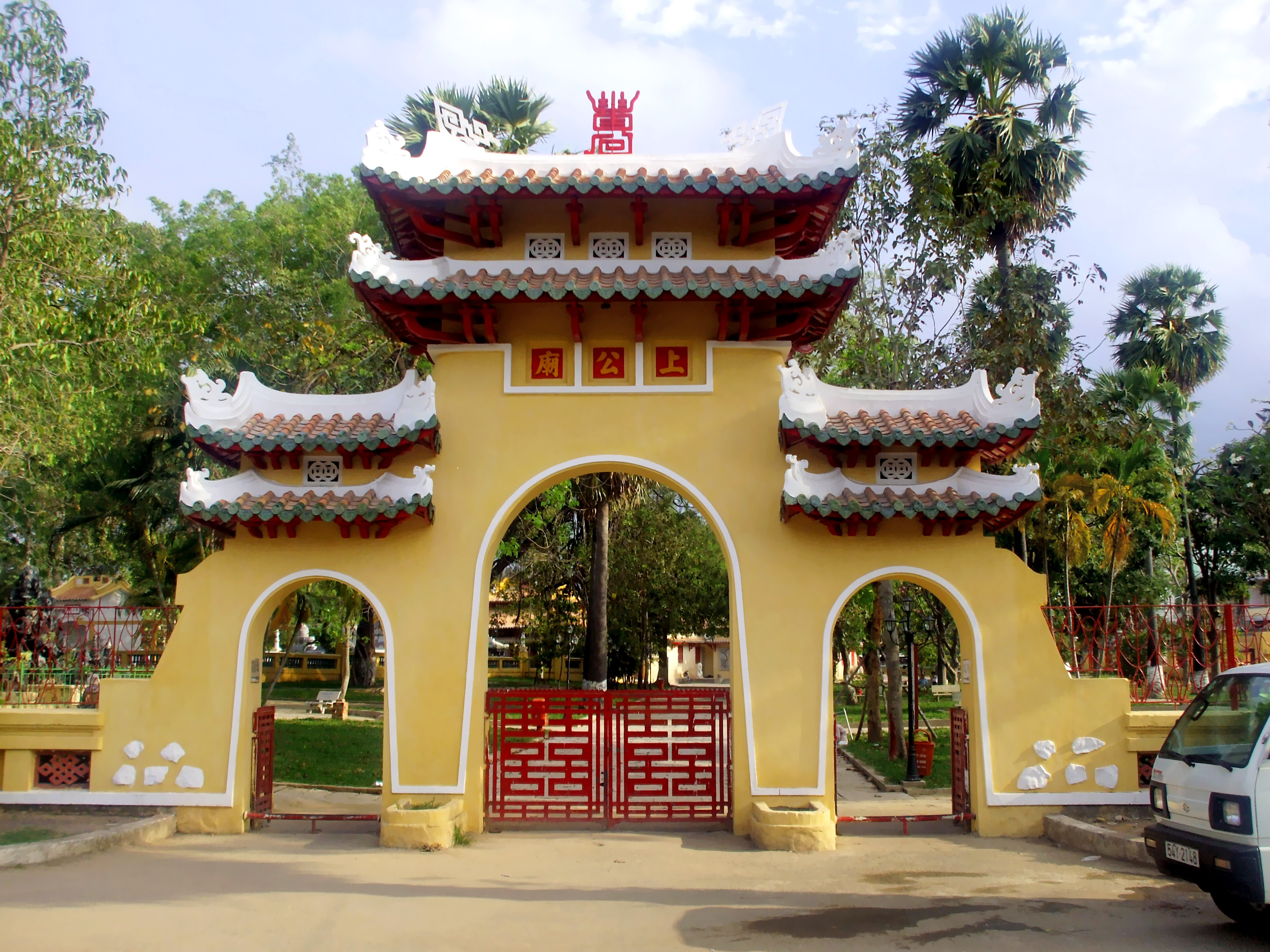
Lăng Ông Bà Chiểu ở quận Bình Thạnh

Quận Bình Thạnh là một trong những khu vực có người cư trú khá cổ xưa của thành phố, nơi qui tụ của nhiều lớp cư dân qua các thời kỳ lịch sử hình thành ngày nay. Ở Bình Thạnh, cho đến nay, hầu như có mặt nhiều người từ Bắc, Trung, Nam đến sinh sống lập nghiệp. Chính vì vậy mà các hoạt động văn hóa vừa phong phú vừa đa dạng. Những lớp dân cư xưa của Bình Thạnh đã đến đây khai phá, sinh nhai, trong hành trang của mình, văn hóa như một nhu cầu quan trọng để sống và tồn tại. Mặt khác, trong buổi đầu chinh phục vùng đất Bình Thạnh hôm nay, những người Bình Thạnh xưa đã phải chống chọi với bao nổi gian nguy, khắc nghiệt của thiên nhiên, sinh hoạt văn hóa đã trở nên chỗ dựa cần thiết. Bên cạnh nền văn hóa vốn có, những lớp dân cư xưa ấy đã có thêm những nét văn hóa mới nảy sinh trong công cuộc khai phá, chinh phục thiên nhiên và rồi để truyền lại cho con cháu hôm nay như một truyền thống văn hóa.

## Đường phố
Gồm các đường đặt tên số, và các tên chữ dưới đây:
| Bạch Đằng Bình Lợi Bình Quới Bùi Hữu Nghĩa Bùi Đình Túy Châu Văn Tiếp Chu Văn An Công Trường Tự Do Diên Hồng Đặng Thai Mai Đặng Thùy Trâm Đinh Bộ Lĩnh Điện Biên Phủ Đống Đa Hoàng Hoa Thám Hồ Ngọc Cẩn Huỳnh Đình Hai | Huỳnh Mẫn Đạt Huỳnh Tịnh Của Lam Sơn Lê Quang Định Lê Trực Lê Văn Duyệt Lương Ngọc Quyến Mai Xuân Thưởng Ngô Đức Kế Ngô Nhân Tịnh Ngô Tất Tố Nguyên Hồng Nguyễn An Ninh Nguyễn Công Hoan Nguyễn Cửu Vân Nguyễn Gia Trí Nguyễn Duy | Nguyễn Huy Lượng Nguyễn Huy Tưởng Nguyễn Hữu Cảnh Nguyễn Khuyến Nguyễn Lâm Nguyễn Ngọc Phương Nguyễn Thái Học Nguyễn Thiện Thuật Nguyễn Thượng Hiền Nguyễn Trung Trực Nguyễn Văn Đậu Nguyễn Văn Lạc Nguyễn Văn Thương Nguyễn Xí Nguyễn Xuân Ôn Nhiêu Tứ Nơ Trang Long | Phạm Viết Chánh Phạm Văn Đồng Phan Bội Châu Phan Đăng Lưu Phan Huy Ôn Phan Văn Hân Phan Văn Trị Phan Chu Trinh Phó Đức Chính Phú Mỹ Quốc lộ 13 Tân Cảng Tầm Vu Tăng Bạt Hổ Thanh Đa Trần Bình Trọng Trần Kế Xương | Trần Trọng Kim Trần Quang Long Trần Quý Cáp Trần Văn Khê Trần Văn Kỷ Trịnh Hoài Đức Trường Sa Ung Văn Khiêm Vạn Kiếp Võ Duy Ninh Võ Oanh Võ Trường Toản Vũ Huy Tấn Vũ Ngọc Phan Vũ Tùng Xô Viết Nghệ Tĩnh Yên Đổ |

### Đường phố của quận Bình Thạnh trước năm 1975
- Đường Châu Văn Tiếp và Phan Đình Phùng nay là đường Vũ Tùng
- Đại lộ Chi Lăng nay là đường Phan Đăng Lưu
- Đường Đỗ Thành Nhân nay là đường Trần Văn Kỷ
- Đường Nguyễn Văn Thành nay là đường Huỳnh Đình Hai
- Đường Nguyễn Văn Trương nay là đường Nguyễn Huy Lượng
- Xa lộ Biên Hòa nay là đường Điện Biên Phủ
- Đường Trung Dũng nay là đường Nguyên Hồng
- Đường Hùng Vương nay là đường Xô Viết Nghệ Tĩnh
- Đường Dương Công Trừng nay là đường Ngô Tất Tố
- Đường Nguyễn Hữu Thoại nay là đường Phan Huy Ôn
- Đường Nguyễn Văn Học nay là đường Nơ Trang Long
- Đường Ngô Tùng Châu nay là đường Nguyễn Văn Đậu
- Đường Cường Để nay là đường Bùi Đình Túy
- Đường Nguyễn Văn Nhân nay là đường Nguyễn Ngọc Phương
- Đường Trần Quang Vinh nay là đường Bùi Đình Túy

### Hệ thống đường sắt đô thị
■ Tuyến Metro số 1: (Quận 1) ← Ga Văn Thánh - Ga Tân Cảng → (Thành phố Thủ Đức)

## Tổng lãnh sự quán các nước tại quận Bình Thạnh
| Quốc gia    | Địa chỉ                               |
| ----------- | ------------------------------------- |
| Philippines | 40/5 đường Phạm Viết Chánh, phường 19 |
| Sudan       | 194 đường Nơ Trang Long, phường 12    |

## Du lịch
Khu du lịch Bình Quới trên bán đảo Bình Quới - Thanh Đa là một khu du lịch sinh thái tái hiện lịch sử khẩn hoang Nam Bộ. Tại đây du khách được chiêm ngưỡng cảnh làng quê, sông nước Nam Bộ thời kì khẩn hoang và được thưởng thức những món ăn đặc sản vùng Đồng bằng sông Cửu Long. Đây là nơi chụp ảnh cưới ưa thích của rất nhiều đôi uyên ương. Ngoài ra còn có Khu du lịch Văn Thánh (ngay chân cầu Văn Thánh) và Khu du lịch Tân Cảng (dưới chân cầu Sài Gòn ven sông Sài Gòn).

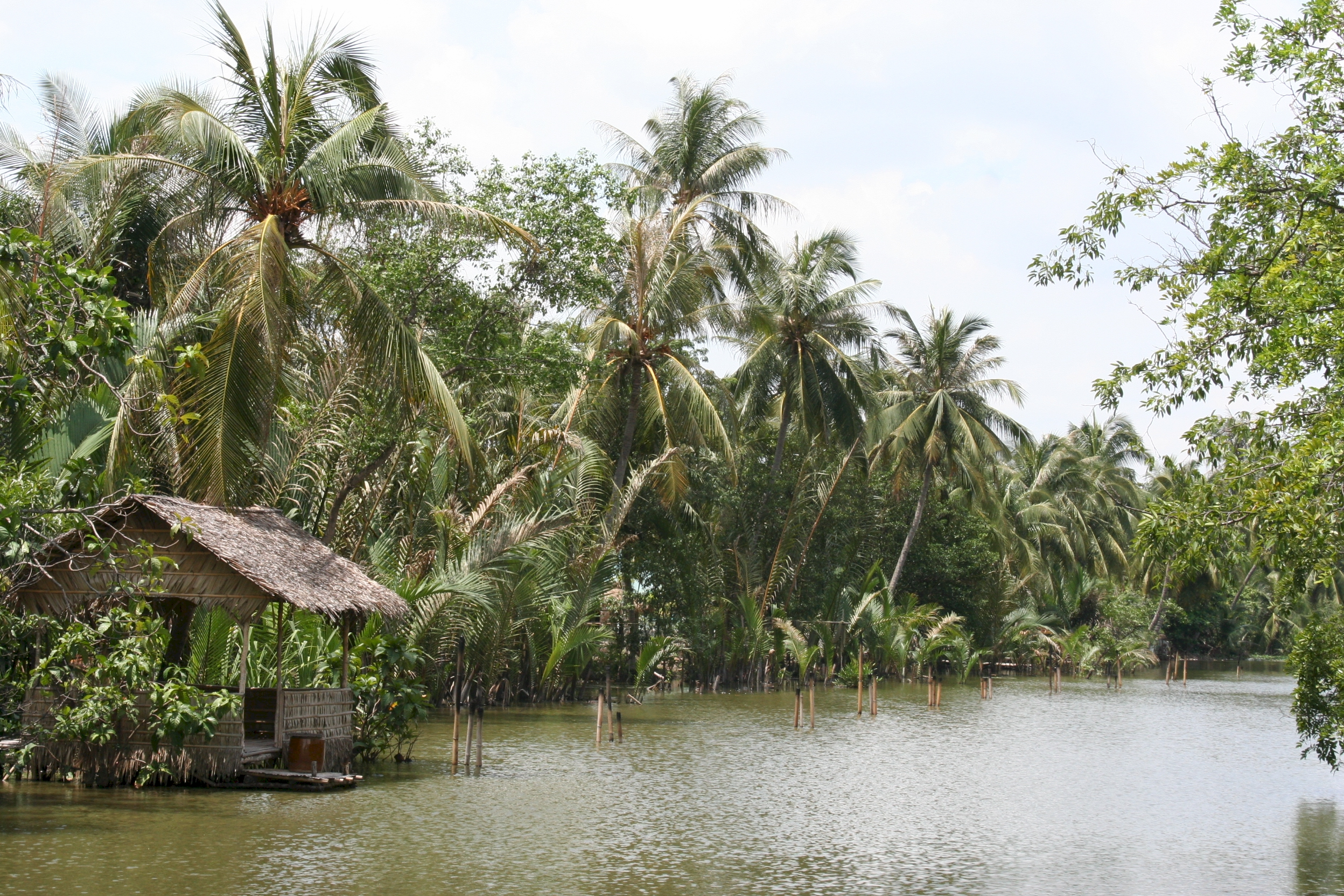
Chòi câu cá trong Khu du lịch Bình Quới
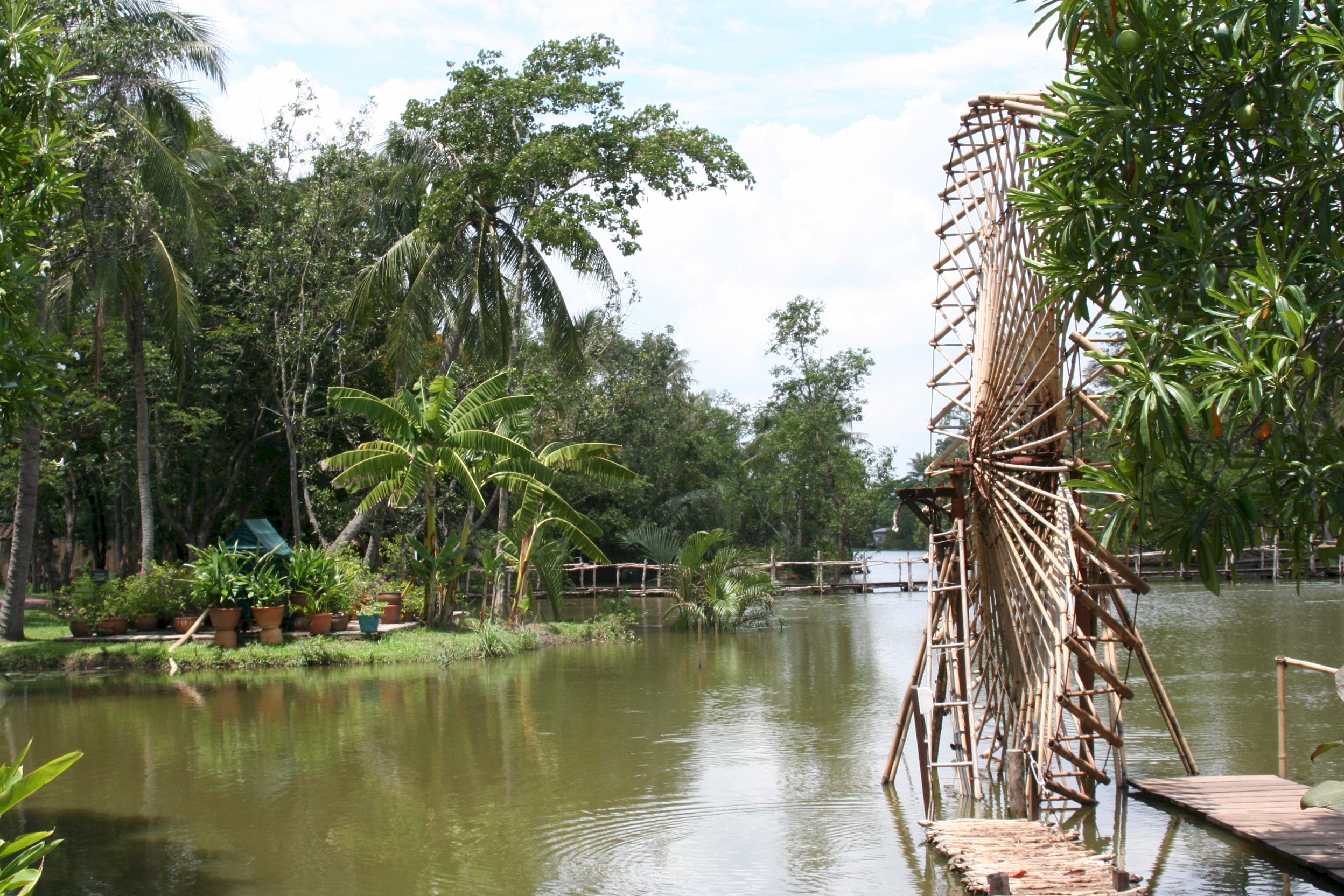
Một bánh xe nước trong Khu du lịch Bình Quới
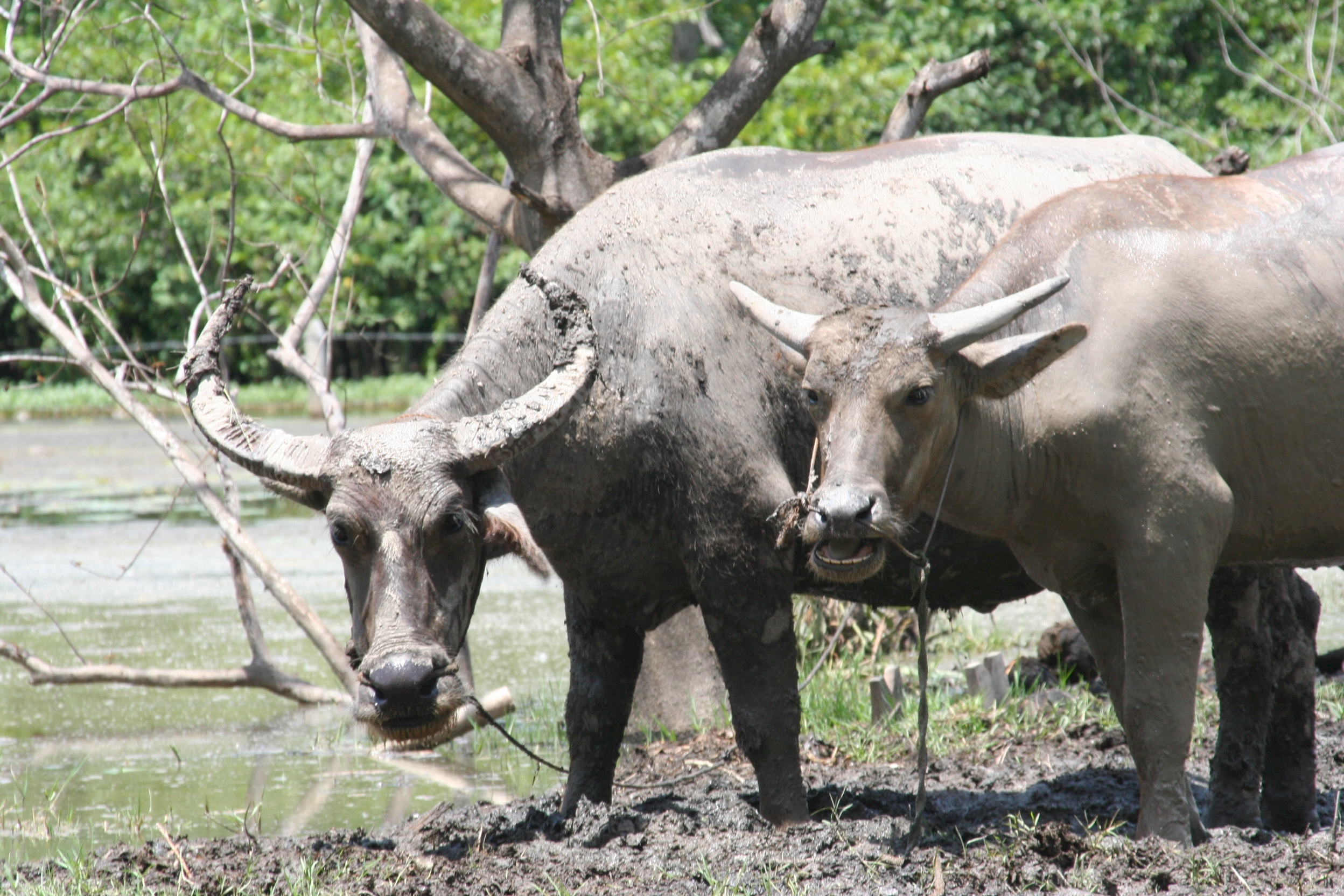
Hai con trâu trong Khu du lịch Bình Quới